# Mausamang
Mausamang is een bestuurslaag in het regentschap Alor van de provincie Oost-Nusa Tenggara, Indonesië. Mausamang telt 514 inwoners (volkstelling 2010).